# PlayStation Store
PlayStation Store (PS Store) este un serviciu Sony care constă într-un magazin online de aplicații pentru consolele de jocuri video PlayStation 3, PlayStation 4, PlayStation 5, PlayStation Vita și PlayStation Portable prin PlayStation Network. Acesta oferă o gamă mare de conținut descărcabil cu plată și de conținut gratuit, precum jocuri, DLC-uri, jocuri demo, teme și videoclipuri de prezentare pentru jocuri și filme.

## Acces
Magazinul poate fi accesat pe PlayStation 3 și PlayStation Portable prin intermediul pictogramei de pe XrossMediaBar. Din ianuarie 2013, serviciul este disponibil online și pe site-ul Sony Entertainment Network.
Pe data de 15 noiembrie 2013 serviciul a fost lansat și pentru PlayStation 4.

## Disponibilitate
PlayStation Store este disponibil în următoarele țări: 
- Africa de Sud
- Arabia Saudită*
- Argentina*
- Australia
- Austria
- Bahrain*
- Belgia
- Bolivia*
- Brazilia
- Bulgaria
- Canada
- Chile*
- China
- Colombia*
- Coreea de Sud
- Costa Rica*
- Croația
- Cipru
- Cehia
- Danemarca
- Ecuador*
- El Salvador*
- Emiratele Arabe Unite*
- Finlanda
- Franța
- Germania
- Grecia
- Guatemala*
- Honduras*
- Hong Kong
- Ungaria
- Islanda*
- India
- Indonezia
- Irlanda
- Israel
- Italia
- Japonia
- Kuwait*
- Liban*
- Luxemburg
- Malaezia
- Malta
- Mexico
- Nicaragua*
- Norvegia
- Noua Zeelandă
- Oman*
- Panama*
- Paraguay*
- Peru*
- Polonia
- Portugalia
- Qatar*
- Regatul Unit
- România
- Singapore
- Slovacia
- Slovenia
- Spania
- Statele Unite
- Suedia
- Elveția
- Taiwan
- Thailanda
- Turcia
- Țările de Jos
- Ucraina
- Uruguay*

'*' = Țară unde PlayStation Network și Store sunt disponibile oficial, dar Store este în valuta globală (USD/EUR), nu în valuta locală.

## Legături externe
- Site web oficial